# 保科めぐみ
保科 めぐみ（ほしな めぐみ、10月3日 - ）は、日本の女性歌手。東京都出身。主にPCゲームの主題歌で活動している。ベレー帽がトレードマーク、愛称は「ほっしーな☆」

## 経歴
東京都内を中心にライブ活動を行う。2012年12月美少女ゲームソングデビュー。以後は数々の美少女ゲーム作品の主題歌やキャラクターソングの作詞、ボーカルを担当している。その他、創作音楽制作チーム「SoundCouture」発表の作品へ歌唱参加、ラジオ番組のパーソナリティとしての活動も行っている。

## 人物・特色
趣味はショッピング、旅行、料理、好きなアニメを繰り返し見ること。特技は水泳、パソコン。好きな場所は、『おねがい☆ティーチャー』の聖地でもある長野県大町市の木崎湖。

## ディスコグラフィー

### シングル
| 全作詞: 保科めぐみ、全作曲: 薬師るり、全編曲: 根本克則（KParaMUSIC）。 |                                            |            |            |      |
| #                                                                      | タイトル                                   | 作詞       | 作曲・編曲 | 時間 |
| 1.                                                                     | 「スイーちゅ♥キッス」                      | 保科めぐみ | 薬師るり   | 3:35 |
| 2.                                                                     | 「ふたりの約束」                           | 保科めぐみ | 薬師るり   | 3:36 |
| 3.                                                                     | 「スイーちゅ♥キッス (オリジナルカラオケ)」 | 保科めぐみ | 薬師るり   | 3:35 |
| 4.                                                                     | 「ふたりの約束 (オリジナルカラオケ)」      | 保科めぐみ | 薬師るり   | 3:36 |
| 合計時間:                                                              | 合計時間:                                  | 14:22      |            |      |
- 発売日：2017年3月20日 / HMBL-0001

### アルバム
| #         | タイトル                                | 作詞              | 作曲       | 編曲            | 時間  |
| --------- | --------------------------------------- | ----------------- | ---------- | --------------- | ----- |
| 1.        | 「FirmHearts」                          | 保科めぐみ        | 紅林学     | 紅林学          | 4:15  |
| 2.        | 「らびゅ!＼(>ω<)／しんどろ〜む♪」       | 水瀬ましろ        | 仁科和希   | 仁科和希        | 3:34  |
| 3.        | 「マイドリーム☆」                       | 保科めぐみ        | 紅林学     | 仁科和希/紅林学 | 4:53  |
| 4.        | 「Der Krieg」                           | 笹岡慎耶          | 笹岡慎耶   | 笹岡慎耶        | 3:50  |
| 5.        | 「月海のLapis.. (リマスタリングVer.)」  | 保科めぐみ        | 紅林学     | 紅林学          | 3:52  |
| 6.        | 「Vermilion time (リマスタリングVer.)」 | 保科めぐみ        | 紅林学     | 紅林学          | 5:06  |
| 7.        | 「Shooting star」                       | 豆太郎/紅林学     | 紅林学     | 紅林学          | 4:27  |
| 8.        | 「Angelic wing -a second memory-」      | 保科めぐみ/紅林学 | 紅林学     | 紅林学          | 4:58  |
| 9.        | 「Lost memoria」                        | SoundCouture      | 笹岡慎耶   | 笹岡慎耶        | 4:08  |
| 10.       | 「ShinyLinks!! [注釈 1]」               | 保科めぐみ        | 紅林学     | 紅林学          | 4:49  |
| 11.       | 「to wish faether」                     | 保科めぐみ        | 保科めぐみ | 紅林学          | 4:23  |
| 12.       | 「Twinkle promise you」                 | 保科めぐみ        | 仁科和希   | 仁科和希        | 3:56  |
| 合計時間: | 合計時間:                               | 合計時間:         | 合計時間:  | 合計時間:       | 52:11 |
- 発売日：2015年8月16日 / SCAM-01

| #         | タイトル                                         | 作詞       | 作曲      | 編曲            | 時間  |
| --------- | ------------------------------------------------ | ---------- | --------- | --------------- | ----- |
| 1.        | 「絶対☆妹Jealousy!」                             | 保科めぐみ | 紅林学    | 紅林学          | 5:14  |
| 2.        | 「恋色のbouquet」                                | 保科めぐみ | 仁科和希  | 仁科和希        | 4:04  |
| 3.        | 「twinkle promise you (Orchestra Arrange Ver.)」 | 保科めぐみ | 仁科和希  | 仁科和希        | 4:07  |
| 4.        | 「同じ空の下」                                   | 保科めぐみ | 篠原瑞希  | 篠原瑞希        | 5:14  |
| 5.        | 「Melty Heart」                                  | 保科めぐみ | 篠原瑞希  | 篠原瑞希        | 4:16  |
| 6.        | 「だいしゅきっ♡お兄ちゃん!」                     | 保科めぐみ | 篠原瑞希  | 篠原瑞希        | 4:20  |
| 7.        | 「Bloody†innocence (Metal Mix)」                 | 保科めぐみ | 笹岡慎耶  | 笹岡慎耶/紅林学 | 5:00  |
| 8.        | 「Distant bombing the end!」                     | 紅林学     | 笹岡慎耶  | 笹岡慎耶/紅林学 | 4:26  |
| 9.        | 「おしえて! お兄ちゃんティーチャー!!」           | 保科めぐみ | 紅林学    | 紅林学          | 4:33  |
| 10.       | 「Lily*white」                                   | 保科めぐみ | 仁科和希  | 仁科和希        | 3:44  |
| 11.       | 「Love × スパイラル」                            | 紅林学     | 紅林学    | 紅林学          | 4:50  |
| 12.       | 「夏恋☆しゅーてぃんSTAR☆彡」                     | 保科めぐみ | 紅林学    | 紅林学          | 4:43  |
| 合計時間: | 合計時間:                                        | 合計時間:  | 合計時間: | 合計時間:       | 54:31 |
- 発売日：2016年12月31日 / SCAM-02

| 全作曲: 薬師るり、全編曲: 根本克則（KParaMUSIC）。 |                                                   |                   |            |      |
| #                                                  | タイトル                                          | 作詞              | 作曲・編曲 | 時間 |
| 1.                                                 | 「撫子色の恋模様」                                | 保科めぐみ        | 薬師るり   | 3:47 |
| 2.                                                 | 「オリジナル・ラブ」                              | 保科めぐみ        | 薬師るり   | 4:26 |
| 3.                                                 | 「ピュア・ウィング」                              | 保科めぐみ        | 薬師るり   | 4:07 |
| 4.                                                 | 「笑顔でさよなら」                                | 薬師るり/小林公示 | 薬師るり   | 5:29 |
| 5.                                                 | 「スイーちゅ♥キッス」                             | 保科めぐみ        | 薬師るり   | 3:37 |
| 6.                                                 | 「ふたりの約束」                                  | 保科めぐみ        | 薬師るり   | 3:38 |
| 7.                                                 | 「月夜のワルツ」                                  | 大生直夜/薬師るり | 薬師るり   | 3:51 |
| 8.                                                 | 「キラキラ光る」(カバー)                          | 薬師るり          | 薬師るり   | 3:54 |
| 9.                                                 | 「お兄ちゃん、キッスの準備はまだですか?」(カバー) | 薬師るり          | 薬師るり   | 3:44 |
| 10.                                                | 「姉嫁修業」(カバー)                              | 薬師るり          | 薬師るり   | 4:31 |
| 11.                                                | 「Eternal Angel」                                 | 保科めぐみ        | 薬師るり   | 4:41 |
| 合計時間:                                          | 合計時間:                                         | 合計時間:         | 45:45      |      |
- 発売日：2017年9月29日 / HMAL-0001

| #         | タイトル                                   | 作詞        | 作曲・編曲                              | 時間  |
| --------- | ------------------------------------------ | ----------- | --------------------------------------- | ----- |
| 1.        | 「たからもの (アルバムMix)」               | 保科めぐみ  | うにかんてんてー                        | 3:48  |
| 2.        | 「らぶらぶ☆らぷそでぃー」                  | 保科めぐみ  | ふぁそらし堂                            | 4:01  |
| 3.        | 「らぶらぶ☆すうぃーとたいむ」              | 保科めぐみ  | SION（Rose&Rosary）                     | 3:07  |
| 4.        | 「Midnight Cinderella ～真夜中の摩天楼～」 | 保科めぐみ  | Muu Dogg                                | 3:30  |
| 5.        | 「ふわりみらい」                           | 保科めぐみ  | 諏訪“龍”貴之（from No Life Negotiator） | 3:49  |
| 6.        | 「ノンストップ・ラバー」                   | Project RAS | Project RAS                             | 3:28  |
| 7.        | 「桜恋月華」                               | 保科めぐみ  | 仁科和希                                | 4:17  |
| 8.        | 「Star Rain」                              | Hiro-To     | Muu Dogg                                | 3:43  |
| 合計時間: | 合計時間:                                  | 合計時間:   | 合計時間:                               | 29:43 |
- 発売日：2018年4月29日 / HMBL-0002

### コンピレーションCD
- お兄ちゃんシェアリング ORIGINAL SOUNDTRACK
  - 撫子色の恋模様 (short ver.)
    - 作詞：保科めぐみ / 作曲：薬師るり / 編曲：根本克則

2014年4月29日発売
- C:drive. 催眠シリーズ VOCAL MEMORIES
  - オリジナル・ラブ
    - 作詞：保科めぐみ / 作曲：薬師るり / 編曲：根本克則

2014年8月14日発売
- ツゴウノイイアイドル ハーレムエンディングCD
  - LOVE with YOU !!
    - 歌：保科めぐみ、相川なつ、ゆりあ＊ / 作詞・作曲：akane (PriDona) / 編曲：Yoshiaki (PriDona)

  - LOVE with YOU !! (保科めぐみ Version)
    - 歌：保科めぐみ / 作詞・作曲：akane (PriDona) / 編曲：Yoshiaki (PriDona)

  - to wish feather (Short Version)
  - ShinyLinks!! (Short Version)
  - twinkle promise you (Short Version)

2015年5月2日発売
- 妄想コンピレーション!
  - 笑顔でさよなら
    - 作詞：小林公示、薬師るり / 作曲：薬師るり / 編曲：根本克則

2015年8月13日発売 / ジャケットイラスト：藤井理乃
- お兄ちゃん、キッスの準備はまだですか? Original Sound Track
  - スイーちゅ♥キッス (short ver.)
    - 作詞：保科めぐみ / 作曲：薬師るり / 編曲：根本克則 (KParaMUSIC)

2016年5月1日発売 / TPCD-001
- B.G.M Live!!2017 FULLPRICE TICKET EDITION 特典CD「B.G.M Live!!2017 Special CD」
  - 42∞Rebirth! (short ver.)
    - 作詞：保科めぐみ、紅林学（SoundCouture） / 作曲：紅林学 / 編曲：Freddy&Study（Serenity In Murder）

2017年5月7日発売 / B.G.M-007
- project lights Best Collection -Vol.03-
  - ずっと☆Need a chance!!
    - 作詞：m@o、maru / 作曲：maru / 編曲：oku / Sound Produced by project lights

2018年3月23日発売 / PLCC-1013

### 歌唱参加同人サークル
SoundCouture (サウンドクチュール)
- FirmHearts
  - FirmHearts
    - 作詞：保科めぐみ / 作曲・編曲：紅林学
- Force
  - Primal∞Exchange!
    - 作詞：仲村芽衣子×紅林学 / 作曲・編曲：紅林学 / 歌：仲村芽衣子×保科めぐみ
- 月海のLapis..
  - 月海のLapis..
    - 作詞：保科めぐみ / 作曲・編曲：紅林学
- Angelic wing 〜a second memory〜
  - Angelic wing 〜a second memory〜
    - 作詞：保科めぐみ、紅林学 / 作曲・編曲：紅林学

  - 夏恋☆しゅーてぃんSTAR☆彡 (Game Size)
    - 作詞：保科めぐみ / 作曲・編曲：紅林学
- Vermilion time
  - Vermilion time
    - 作詞：保科めぐみ / 作曲・編曲：紅林学
- EXTRA☆DIVE!!
  - 夏恋☆しゅーてぃんSTAR☆彡
    - 作詞：保科めぐみ / 作曲・編曲：紅林学

  - Lost memoria
    - 作詞：SoundCouture / 作曲・編曲：笹岡慎耶

  - FANTASIA -revised-
    - 作詞・作曲・編曲：紅林学
- MIRAGE ACTOR
  - In Reverie -PARANOIA-
    - 作詞・作曲・編曲：優碧

  - MIRAGE ACTOR
    - 作詞・作曲・編曲：優碧
- Primavera Tempesta
  - Primavera Tempesta
    - 作詞：SoundCouture、保科めぐみ / 作曲・編曲：紅林学 (soundCouture)

  - twinkle promise you -Orchestral Arrange-
    - 作詞：保科めぐみ / 作曲・編曲：仁科和希 (SoundCouture)
- Distant bombing the end!
  - Distant bombing the end!
    - 作詞：紅林学（SoundCouture） / 作曲：笹岡慎耶（SoundCouture） / 編曲：笹岡慎耶、紅林学

  - Bloody†innocence -Metal Remix-
    - 作詞：保科めぐみ / 作曲：笹岡慎耶（SoundCouture） / 編曲：笹岡慎耶、紅林学（SoundCouture）

はにーみるみる
- Kaleidoscope
  - まだ知らないキミへ
    - 作詞：Tia / 作曲・編曲：有岡純一

  - jewels
    - 作詞・作曲・編曲：有岡純一 / 歌：薬師るり、保科めぐみ

  - 夢色シンフォニー
    - 作詞：Tia / 作曲・編曲：有岡純一 / 歌：保科めぐみ、薬師るり、Rin

ぽやっちお
- プチリズム。(finale)
  - Stand Up! ぎゅっとUp!
    - 作詞・作曲：y0c1e
- ピコロニーノーツ5
  - I love you ＆ love you
    - 作詞：丸恋夢子 / 作曲：しの

Zero-Shaft
- ANIUTA!
  - 童話迷宮

### その他
- オムニバスアルバム『Ultimate!! Girls Revolution 3』(Massaman Records)
  - らぶらぶ☆らぷそでぃー
    - 作詞：保科めぐみ / 作曲・編曲：ふぁそらし堂
- HExxxAGRAM
  - 初めての恋（カバー）
    - 作詞：Lira / 作曲：maru / 編曲：maru、溝呂木奏 / Sound Produced by project lights
    - ねこねこソフト『White 〜blanche comme la lune〜』ED
- HExxxAGRAM2
  - ねこ王国の姫（カバー）
    - 作詞：Lira / 作曲・編曲：maru / Sound Produced by project lights
    - ねこねこソフト『White 〜blanche comme la lune〜』挿入歌

### タイアップ一覧
| 曲名                               | メーカー                   | タイアップ                                                                              |
| ---------------------------------- | -------------------------- | --------------------------------------------------------------------------------------- |
| らぶらぶ☆らぷそでぃー              | X-BANGBANG（同人）         | 『妹☆らぶそでぃ!!』主題歌                                                               |
| らぶらぶ☆すうぃーとたいむ          | X-BANGBANG（同人）         | 『妹睡姦なう 〜いつだって眠たい妹と眠れない俺〜』主題歌                                 |
| たからもの                         | ひろだくしょん。           | フォトムービー『うさぎ の ちゃこ』ED                                                    |
| ふわりみらい                       | onomatope*                 | 『俺と5人の嫁さんがラブラブなのは、未来からきた赤ちゃんのおかげに違いない!?』筑紫優月ED |
| 同じ空の下                         | onomatope*                 | 『ずっとすきして たくさんすきして』蓬左秋奈ED                                           |
| 撫子色の恋模様                     | Galette                    | 『お兄ちゃんシェアリング』撫子双葉ED                                                    |
| Love × スパイラル                  | まかろんソフト             | 『妹スパイラル』妹尾睦土美ED                                                            |
| らびゅ!＼(>ω<)／しんどろ〜む♪      | シュガーハウス             | 『おとなり恋戦争!』藍原ゆずED                                                           |
| オリジナル・ラブ                   | C:drive.                   | 『超催眠術学園』春日胡桃ED                                                              |
| ピュア・ウィング                   | Galette                    | 『お兄ちゃん、右手の使用を禁止します!』妹尾ゆきED                                       |
| 夏恋☆しゅーてぃんSTAR☆彡           | ゆきげしき。（同人）       | 『どっちにするのっ? -Never Only Sisters-』ED                                            |
| マイドリーム☆                      | インターハート             | 『妹どりーむ 〜ウチの妹は××になりたいらしい〜』OP                                       |
| ShinyLinks!!                       | D:drive.                   | 『ツゴウノイイアイドル』斎藤美穂イメージソング                                          |
| to wish feather                    | D:drive.                   | 『ツゴウノイイアイドル』斎藤美穂ダークエンディング                                      |
| twinkle promise you                | D:drive.                   | 『ツゴウノイイアイドル』斎藤美穂ピュアエンディング                                      |
| LOVE with YOU !!                   | D:drive.                   | 『ツゴウノイイアイドル』ハーレムエンディング                                            |
| 笑顔でさよなら                     | Insync                     | 『妄想コンプリート!』ED                                                                 |
| ノンストップ・ ラバー              | OTTO                       | オンラインゲーム『大乱闘☆ノンストップ・ガールズマーチ』OP                               |
| Bloody † innocence                 | onomatope*                 | 『吸血姫のリブラ』リコリスED                                                            |
| おしえて! お兄ちゃんティーチャー!! | Galette                    | 『お兄ちゃんティーチャー 〜秘密の授業を希望します!!〜』OP                               |
| Lily*white                         | Galette                    | 『お兄ちゃんティーチャー 〜秘密の授業を希望します!!〜』ED                               |
| だいしゅきっ♡お兄ちゃん!           | しすてぃあ〜ずPlus（同人） | 『正しい姉妹の調教方 (そだてかた)』OP                                                   |
| スイーちゅ♥キッス                  | Tinkle Position            | 『お兄ちゃん、キッスの準備はまだですか?』さやED                                         |
| Star Rain                          | Laplacian                  | 『キミトユメミシ』時雨ED                                                                |
| 絶対☆妹Jealousy!                   | INTERHEART cute            | 『俺に彼女ができてから妹たちの様子がおかしい!?』OP                                      |
| Melty Heart                        | INTERHEART cute            | 『俺に彼女ができてから妹たちの様子がおかしい!?』ED                                      |
| ふたりの約束                       | Tinkle Position            | 『お兄ちゃん、キッスの準備はまだですか? エッチの準備もまだですか?』さやED               |
| 輝け☆Lovely performance!           | INTERHEART / Sweet HEART   | 『アイドル★クリニック 恋の薬でHな処方』OP                                               |
| resolution                         | INTERHEART / Sweet HEART   | 『アイドル★クリニック 恋の薬でHな処方』挿入歌                                           |
| 恋のキセキ                         | INTERHEART / Sweet HEART   | 『アイドル★クリニック 恋の薬でHな処方』ED                                               |
| 42∞Rebirth!                        | CLOCKUP                    | 『田舎姦 〜奇跡のイキ神力で純朴娘に精注入♥〜』OP                                        |
| 月夜のワルツ                       | UnN/A                      | 『恋愛教室』ED                                                                          |
| ずっと☆Need a chance!!             | たぬきそふと               | 『お兄ちゃん大好き!』ED                                                                 |
| スタートリップ                     | サークルしらたまこ         | 『星空鉄道とシロの旅』OP                                                                |

### コーラス参加曲
- We wish you a yurry christmas
  - 『その花びらにくちづけを』挿入歌
- スイーちゅ♥キッス (薬師るりver.)
  - 薬師るり8thアルバム「ありがとう」収録曲

## ライブ
- 美少女ゲームソングライブ「B.G.M Live!!2017」（2017年5月7日）
- Tinkle Position主催ライブ「お兄ちゃん、キッスの準備はまだですか? ライブの準備もまだですか♪」（2017年3月20日）
- 美少女ゲームソングライブ「EVI HABARA」
- 美少女ゲームソング音楽イベント「TOKYO ERG SUMMIT」
- 美少女ゲームソングDJイベント「NAGOYA TRIBAL REVOLUTION」
- 美少女ゲームソングDJイベント「なないろ☆コンチェルトっ!」

## イベント
- トークイベント 『電妄トークライブ』（ゲスト出演）

## ラジオ・ニコ生
- エフエム浦安「保科めぐみのHeartがほっしーな☆」（2012年2月3日 - 2018年8月24日 パーソナリティ）
- ニコ生『薬師るりの美少女ゲームあれこれ』（2014年11月22日 - 2017年4月29日 パーソナリティ）

## デバッグ
- D:Drive『ツゴウノイイアイドル』